# Américo Lopes
Américo Lopes (6. března 1933, Santa Maria da Feira – 22. září 2023) byl portugalský fotbalový brankář, reprezentant Portugalska.

## Fotbalová kariéra
Začínal v FC Porto, odkud po dvou sezónách odešel na hostování do Boavisty Porto. V portugalské lize chytal jen za FC Porto, nastoupil ve 192 ligových utkáních a s týmem získal v roce 1959 mistrovský titul a v roce 1968 vítězství v Portugalském poháru. V Poháru vítězů pohárů nastoupil v 7 utkáních a ve Veletržním poháru nastoupil také v 7 utkáních. Za portugalskou reprezentaci nastoupil v letech 1964–1968 v 15 utkáních. Získal s portugalskou reprezentací bronzové medaile na Mistrovství světa ve fotbale 1966, ale v utkání nenastoupil a zůstal mezi náhradníky. 

## Ligová bilance
| Ročník                        | Zápasy | Góly | Klub        |
| ----------------------------- | ------ | ---- | ----------- |
| 1. portugalská liga 1952/1953 | 3      | 0    | FC Porto    |
| 1. portugalská liga 1953/1954 | 3      | 0    | FC Porto    |
| 1. portugalská liga 1954/1955 | 0      | 0    | Boavista FC |
| 2. portugalská liga 1955/1956 | -      | -    | Boavista FC |
| 2. portugalská liga 1956/1957 | -      | -    | Boavista FC |
| 2. portugalská liga 1957/1958 | -      | -    | Boavista FC |
| 1. portugalská liga 1958/1959 | 1      | 0    | FC Porto    |
| 1. portugalská liga 1959/1960 | 2      | 0    | FC Porto    |
| 1. portugalská liga 1960/1961 | 9      | 0    | FC Porto    |
| 1. portugalská liga 1961/1962 | 24     | 0    | FC Porto    |
| 1. portugalská liga 1962/1963 | 26     | 0    | FC Porto    |
| 1. portugalská liga 1963/1964 | 25     | 0    | FC Porto    |
| 1. portugalská liga 1964/1965 | 12     | 0    | FC Porto    |
| 1. portugalská liga 1965/1966 | 21     | 0    | FC Porto    |
| 1. portugalská liga 1966/1967 | 21     | 0    | FC Porto    |
| 1. portugalská liga 1967/1968 | 25     | 0    | FC Porto    |
| 1. portugalská liga 1968/1969 | 20     | 0    | FC Porto    |
| CELKEM 1. portugalská liga    | 192    | 0    |             |